# Bo Rydén (översättare)
Bo Ingemar Rydén, född 4 september 1939 i Uppsala domkyrkoförsamling, Uppsala län, död 13 mars 2012 i Västlands församling, Uppsala län, var en svensk översättare. Han översatte bland annat ett stort antal reseguider.
Rydén var son till kyrkosångaren Ivar Rydén och Astrid Löfgren samt bror till Inger Rydén och halvbror till Tommy Rydén. Åren 1980–1985 var han gift med Stanka Assenova (född 1931) och åren 1997–2010 med översättaren Karin Andrae (född 1943).